# Lew Gonor
Lew Robertowicz (Ruwimowicz) Gonor (ros. Лев Робертович (Рувимович) Гонор, ur. 2 września?/15 września 1906 w Horodyszczu, zm. 13 listopada 1969 w Moskwie) – radziecki inżynier wojskowym i dyrektor fabryki zbrojeniowej w Stalingradzie.

## Życiorys
Urodził się w rodzinie żydowskiego zecera. Po rewolucji w 1917 jego ojciec pracował w wydawnictwach w Baku i Kijowie, a w 1923 przeniósł się do Piotrogrodu. W 1925 skończył 7-letnią szkołę w Leningradzie i rozpoczął naukę w leningradzkim technikum wojskowo-mechanicznym, wkrótce przekształconym w instytut, który w 1929 ukończył z dyplomem inżyniera mechanika ds. uzbrojenia artyleryjskiego. Pracował jako konstruktor w fabryce Bolszewik, od 1932 należał do WKP(b), w październiku 1933 został zastępcą szefa warsztatu ds. produkcji doświadczalnej, w 1934 został szefem warsztatu, a w lipcu 1937 głównym inżynierem fabryki. 17 grudnia 1938 wyznaczono go dyrektorem fabryki artyleryjskiej w Stalingradzie, gdzie produkowano m.in. działa wielkiego kalibru. Kierowany przez niego zakład pracował także podczas ulicznych walk w Stalingradzie w sierpniu 1942, jednak wskutek bombardowań i ostrzału został wówczas zniszczony. Gonor zdołał jednak ewakuować sprzęt i personel. W listopadzie 1942 został dyrektorem Uralskiej Fabryki Artyleryjskiej nr 9 im. Stalina znajdującej się w Swierdłowsku, gdzie produkowano m.in. haubice i samobieżne działa pancerne (w tym Su-122 i Su-100), a w 1945 dyrektorem fabryki Bolszewik w Leningradzie. 18 listopada 1944 otrzymał stopień generała majora służby inżynieryjno-artyleryjskiej. W 1946 został komenderowany do Niemiec w celu zapoznania się z niemieckimi pracami nad techniką rakietową, 21 sierpnia 1946 wyznaczono go pierwszym dyrektorem Instytutu Naukowo-Badawczego-88, zajmującego się opracowywaniem techniki rakietowej. Od sierpnia 1950 do końca 1952 był dyrektorem zakładów artyleryjskich w Krasnojarsku, po zwolnieniu z tej funkcji, został 9 lutego 1953 aresztowany na polecenie ministra bezpieczeństwa Ignatjewa pod zarzutem udziału w Żydowskim Komitecie Antyfaszystowskim i szpiegostwa. Po śmierci Stalina 7 kwietnia 1953 został zwolniony i krótko potem zrehabilitowany, 19 maja 1953 otrzymał stanowisko zastępcy naczelnika Centralnego Instytutu Budowy Silników Lotniczych im. Baranowa i szefa filii tego instytutu w Łytkarino w obwodzie moskiewskim. W znacznym stopniu przyczynił się do rozwoju miasta Łytkarino. W 1964 z powodu ciężkiej choroby zaprzestał aktywnej działalności, w 1968 przeszedł na emeryturę i rok później zmarł. Został pochowany na Cmentarzu Nowodziewiczym. 27 sierpnia 2008 pośmiertnie nadano mu honorowe obywatelstwo miasta Łytkarino.

## Odznaczenia i nagrody
- Medal Sierp i Młot Bohatera Pracy Socjalistycznej (3 czerwca 1942)[1]
- Order Lenina (trzykrotnie, 8 lutego 1939, 3 czerwca 1942 i 5 stycznia 1944)
- Order Kutuzowa I klasy (16 września 1945)
- Order Wojny Ojczyźnianej I klasy (21 czerwca 1945)
- Order Czerwonej Gwiazdy (18 stycznia 1942)
- Nagroda Stalinowska (1946)
- Nagroda Państwowa ZSRR (1968)
- Medal „Za obronę Stalingradu”
- Medal „Za zwycięstwo nad Niemcami w Wielkiej Wojnie Ojczyźnianej 1941–1945”

I inne.